# Euscyrtus mexicanus
Euscyrtus mexicanus är en insektsart som beskrevs av Henri Saussure 1874. Euscyrtus mexicanus ingår i släktet Euscyrtus och familjen syrsor. Inga underarter finns listade i Catalogue of Life.